# اتفاقية بيئة العمل (تلوث الهواء والضوضاء والاهتزاز) عام 1977
اتفاقية بيئة العمل (التلوث الهوائي، الضوضاء والاهتزازات)، 1977 هي اتفاقية اعتمدتها منظمة العمل الدولية.
اعتمدت الاتفاقية في عام 1977، وتنص ديباجتها على ما يلي:

## التصديقات
حتى عام 2022، صدّقت على الاتفاقية 47 دولة.
| الدولة           | التاريخ        | الحالة                            |
| ---------------- | -------------- | --------------------------------- |
| أذربيجان         | 19 مايو 1992   | سارية المفعول                     |
| بلجيكا           | 1 يونيو 1994   | سارية المفعول                     |
| البوسنة والهرسك  | 2 يونيو 1993   | سارية المفعول                     |
| البرازيل         | 14 يناير 1982  | سارية المفعول                     |
| كوستاريكا        | 16 يونيو 1981  | سارية المفعول                     |
| كرواتيا          | 8 أكتوبر 1991  | سارية المفعول                     |
| كوبا             | 29 ديسمبر 1980 | سارية المفعول                     |
| جمهورية التشيك   | 1 يناير 1993   | سارية المفعول                     |
| الدنمارك         | 8 يناير 1988   | سارية المفعول                     |
| الإكوادور        | 11 يوليو 1978  | سارية المفعول                     |
| مصر              | 4 مايو 1988    | سارية المفعول                     |
| السلفادور        | 7 يونيو 2022   | سارية المفعول                     |
| فنلندا           | 8 يونيو 1979   | سارية المفعول                     |
| فرنسا            | 30 يوليو 1985  | سارية المفعول                     |
| ألمانيا          | 18 نوفمبر 1993 | سارية المفعول                     |
| غانا             | 27 مايو 1986   | سارية المفعول                     |
| غواتيمالا        | 22 فبراير 1996 | سارية المفعول                     |
| غينيا            | 8 يونيو 1982   | سارية المفعول                     |
| المجر            | 4 يناير 1994   | سارية المفعول                     |
| العراق           | 17 أبريل 1985  | سارية المفعول                     |
| إيطاليا          | 28 فبراير 1985 | سارية المفعول                     |
| كازاخستان        | 30 يوليو 1996  | سارية المفعول                     |
| قيرغيزستان       | 31 مارس 1992   | سارية المفعول                     |
| لاتفيا           | 8 مارس 1993    | سارية المفعول                     |
| لبنان            | 4 أبريل 2005   | سارية المفعول                     |
| لوكسمبورغ        | 8 أبريل 2008   | سارية المفعول                     |
| مالطا            | 9 يونيو 1988   | سارية المفعول                     |
| الجبل الأسود     | 3 يونيو 2006   | سارية المفعول                     |
| هولندا           | 8 يونيو 2017   | سارية المفعول                     |
| النيجر           | 28 يناير 1993  | سارية المفعول                     |
| مقدونيا الشمالية | 17 نوفمبر 1991 | سارية المفعول                     |
| النرويج          | 13 مارس 1979   | سارية المفعول                     |
| بولندا           | 2 ديسمبر 2004  | سارية المفعول                     |
| البرتغال         | 9 يناير 1981   | سارية المفعول                     |
| روسيا الاتحادية  | 3 يونيو 1988   | سارية المفعول                     |
| سان مارينو       | 19 أبريل 1988  | سارية المفعول                     |
| صربيا            | 24 نوفمبر 2000 | سارية المفعول                     |
| سيشل             | 23 نوفمبر 1999 | سارية المفعول                     |
| سلوفاكيا         | 1 يناير 1993   | سارية المفعول                     |
| سلوفينيا         | 29 مايو 1992   | سارية المفعول                     |
| إسبانيا          | 17 ديسمبر 1980 | سارية المفعول                     |
| السويد           | 10 يوليو 1978  | سارية المفعول                     |
| طاجيكستان        | 26 نوفمبر 1993 | سارية المفعول                     |
| تنزانيا          | 30 مايو 1983   | سارية المفعول                     |
| المملكة المتحدة  | 8 مارس 1979    | سارية المفعول                     |
| أوروغواي         | 5 سبتمبر 1988  | سارية المفعول                     |
| أوزبكستان        | 12 يونيو 2023  | سيدخل حيز النفاذ في 12 يونيو 2024 |
| زامبيا           | 19 أغسطس 1980  | سارية المفعول                     |

## روابط خارجية
- نص الاتفاقية.
- التصديقات.